# هوکاندارا
هوکاندارا (به لاتین: Hokandara) یک منطقهٔ مسکونی در سری‌لانکا است که در استان غربی، سری‌لانکا واقع شده‌است.